# Hohes Ufer zwischen Ahrenshoop und Wustrow
Hohes Ufer zwischen Ahrenshoop und Wustrow este o arie protejată (arie specială de conservare — SAC, sit de importanță comunitară — SCI) din Germania întinsă pe o suprafață de 34 ha, integral pe uscat.

## Localizare
Centrul sitului Hohes Ufer zwischen Ahrenshoop und Wustrow este situat la coordonatele 54°22′00″N 12°24′00″E / 54.3667°N 12.4°E.

## Înființare
Situl Hohes Ufer zwischen Ahrenshoop und Wustrow a fost declarat sit de importanță comunitară în aprilie 2004 pentru a proteja un număr necunoscut de specii din flora spontană și fauna sălbatică aflate în arealul zonei. Situl a fost protejat și ca arie specială de conservare în august 2016.

## Biodiversitate
Situată în ecoregiunea continentală, aria protejată conține 1 habitat natural: Faleze cu vegetație de pe coastele atlantice și baltice.
La baza desemnării sitului se află un număr nedeclarat de specii protejate: